# Puente Lusitania
El puente Lusitania es un puente diseñado por el arquitecto Santiago Calatrava. Fue inaugurado en 1991 y cuenta con 480 metros de longitud salvando el río Guadiana a su paso por Mérida (España).

## Ubicación
En su orilla derecha confluyen las vías paseo de Roma, avenida de José Fernández López y calle Almendralejo, en donde se encuentra una glorieta con una reproducción del Augusto de Prima Porta. En la margen izquierda convergen la avenida de la Libertad, avenida de la Hispanidad, la avenida del Río y la calle Cañada Real, en una glorieta con una gran bandera de Extremadura .
Junto al puente se encuentran la Residencia Oficial del Presidente de la Junta de Extremadura, varias sedes de consejerías de la Junta de Extremadura y el área arqueológica de Morerías, ubicadas en la margen derecha, y la Biblioteca Pública del Estado, la estación de autobuses, el Palacio de Congresos y Exposiciones de Mérida y la Escuela Superior de Hostelería y Agroturismo de Extremadura en la margen izquierda.

## Diseño

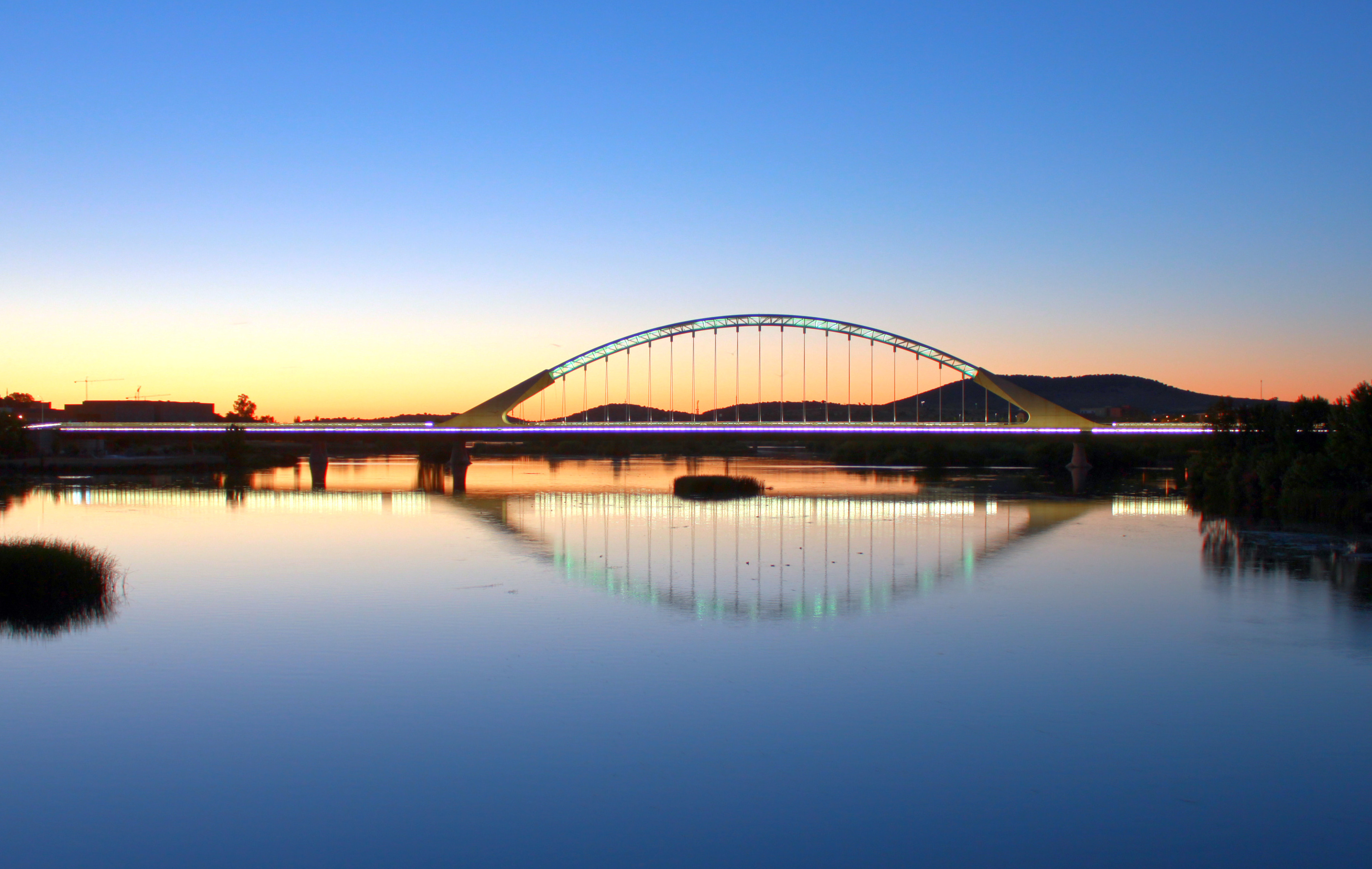
Vista del puente al anochecer.

El tablero de hormigón prefabricado está diseñado por un cajón central de 4,45 metros de canto y  6,6 metros de ancho. Unas alas sostienen los carriles exteriores para el tráfico rodado. Posee un arco de 190 metros de acero del que cuelgan 23 pares de péndulas con ambos extremos en hormigón. El puente se sustenta sobre 6 pilotes de hormigón anclados en el lecho del río. Su anchura total es de 24 metros y su luz máxima de 190 metros.
Dispone de tres vías: una para cada sentido del tráfico rodado con dos carriles cada una de 3,5 metros de ancho y otra peatonal de 5,5 metros que se encuentra en el medio y sobreelevada de las primeras 1,5 metros.
El puente costó 1.200 millones de pesetas de 1991.